# Resolutie 1307 Veiligheidsraad Verenigde Naties
Resolutie 1307 van de Veiligheidsraad van de Verenigde Naties werd unaniem door de VN-Veiligheidsraad aangenomen op 13 juli 2000.

## Achtergrond
In 1980 overleed de Joegoslavische leider Tito, die decennialang de bindende kracht was geweest tussen de zes deelstaten van het land. Na zijn dood kende het nationalisme een sterke opmars en in 1991 verklaarde Kroatië zich onafhankelijk. Daarop volgde de Kroatische Onafhankelijkheidsoorlog, tijdens dewelke het Joegoslavische Volksleger het strategisch gelegen schiereilandje Prevlaka innam. In 1996 kwamen Kroatië en Joegoslavië overeen Prevlaka te demilitariseren, waarop VN-waarnemers van UNMOP kwamen om daarop toe te zien. Deze missie bleef uiteindelijk tot 2002 aanwezig.

## Inhoud

### Waarnemingen
De situatie was nu relatief rustig in de UNMOP-gedemilitariseerde zone op Prevlaka. Doch bleef met het demilitarisatieregime op het schiereiland schenden en werd de bewegingsvrijheid van de VN-waarnemers beperkt. Ook gingen de onderhandelingen over een oplossing voor het geschil over het gebied niet vooruit. Verder was er ook vertraging met het ontmijningsprogramma van de partijen.

### Handelingen
De militaire VN-waarnemers werden geautoriseerd om nog tot 15 januari 2001 te blijven toezien op de demilitarisatie van Prevlaka. De partijen werden opgeroepen het regime daartoe niet langer te schenden en de bewegingsvrijheid van de waarnemers te garanderen.

## Verwante resoluties
- Resolutie 1285 Veiligheidsraad Verenigde Naties
- Resolutie 1305 Veiligheidsraad Verenigde Naties
- Resolutie 1329 Veiligheidsraad Verenigde Naties
- Resolutie 1335 Veiligheidsraad Verenigde Naties (2001)

Lijst ·  1285 ·  1286 ·  1287 ·  1288 ·  1289 ·  1290 ·  1291 ·  1292 ·  1293 ·  1294 ·  1295 ·  1296 ·  1297 ·  1298 ·  1299 ·  1300 ·  1301 ·  1302 ·  1303 ·  1304 ·  1305 ·  1306 ·  1307 ·  1308 ·  1309 ·  1310 ·  1311 ·  1312 ·  1313 ·  1314 ·  1315 ·  1316 ·  1317 ·  1318 ·  1319 ·  1320 ·  1321 ·  1322 ·  1323 ·  1324 ·  1325 ·  1326 ·  1327 ·  1328 ·  1329 ·  1330 ·  1331 ·  1332 ·  1333 ·  1334